# The Cabman's Good Fairy
The Cabman's Good Fairy è un cortometraggio muto del 1912 diretto da Lewin Fitzhamon e interpretato da Chrissie White. Per la giovane attrice, questo fu il suo secondo film.

## Trama
Una ricca ragazza si fa portare nella povera casa di un vetturino, portando da mangiare per la famiglia affamata.

## Produzione
Il film fu prodotto dalla Hepworth.

## Distribuzione
Distribuito dalla Hepworth, il film - un cortometraggio di circa 168 metri - uscì nelle sale cinematografiche britanniche nel marzo 1909.